# Marcell Jacobs
Lamont Marcell Jacobs Junior (* 26. September 1994 in El Paso, Texas) ist ein italienischer Leichtathlet, der im Sprint und im Weitsprung an den Start geht. Sein größter sportlicher Erfolg ist der Gewinn der Goldmedaille im 100-Meter-Lauf und mit der Staffel bei den Olympischen Spielen 2020 in Tokio. 2022 gewann er die Goldmedaille im 60-Meter-Lauf bei den Hallenweltmeisterschaften in Belgrad sowie den 100-Meter-Lauf bei den Europameisterschaften in München. 2023 wurde er mit der italienischen Sprintstaffel Vizeweltmeister bei den Weltmeisterschaften in Budapest.

## Leben
Marcell Jacobs wurde als Sohn einer Italienerin und eines US-Amerikaners in El Paso geboren. Noch als er ein Kleinkind war, zog seine Mutter nach der Trennung vom Vater mit ihm in ihre Heimatstadt Desenzano del Garda, in der Marcell Jacobs aufwuchs. Bereits im Kindesalter war er sportlich aktiv und trainierte zunächst Basketball, womit er in die Fußstapfen seines Vaters trat. Im Alter von zehn Jahren wechselte er zur Leichtathletik. Zwischenzeitlich lebte er in Rom und wurde dort vom ehemaligen Dreispringer Paolo Camossi trainiert. Mittlerweile trainiert er bei Rana Reider in Jacksonville, im US-Bundesstaat Florida. Marcell Jacobs hat mit seiner Partnerin einen Sohn und eine Tochter. Zudem hat er einen weiteren Sohn aus einer früheren Beziehung.

## Sportliche Laufbahn
2011 nahm er in der Altersklasse U18 erstmals an Italienischen Meisterschaften im Weitsprung teil, bei denen er die Bronzemedaille gewinnen konnte. Ein Jahr später wurde er mit 7,23 m Dritter bei den nationalen Juniorenhallenmeisterschaften. 2013 siegte er bei den gleichen Meisterschaften mit einer Weite von 7,75 m und stellte damit einen neuen nationalen Juniorenrekord auf, der zuvor seit dem Jahr 1976 bestanden hatte. Im Juli desselben Jahres wurde er Achter bei den Italienischen Meisterschaften der Erwachsenen und trat zudem bei den U20-Europameisterschaften in der Heimat an. Dabei landete er im Weitsprung auf dem neunten Platz. Ab 2014 legte er verstärkt Fokus auf den 100-Meter-Sprint. Im Mai verbesserte er sich auf 10,53 s. Wenngleich er im folgenden Jahr kaum Wettkämpfe bestreiten konnte, gelang ihm im Frühjahr eine Verbesserung auf 8,03 m in der Halle. 2016 sprang Jacobs bei seinem Sieg bei den nationalen U23-Meisterschaften auf eine Weite von 8,48 m, die aufgrund zu starken Rückenwindes nicht gewertet werden konnte. Dabei handelte es sich um die bis dahin größte von einem Italiener jemals erzielte Weite. Im Juli trat er bei den Europameisterschaften in Amsterdam an. Dabei gelang ihm der Einzug in das Finale, in dem er mit 7,59 m den vorletzten Platz belegte.
Im Frühjahr 2017 steigerte sich Jacobs auf eine Hallenbestweite von 8,07 m und rückte damit auf den dritten Platz der ewigen nationalen Bestenliste vor. Anschließend startete er bei den Halleneuropameisterschaften in Belgrad, bei denen er nach der Qualifikation als Elfter ausschied. Den Rest der Saison verpasste er aufgrund von Knieproblemen nahezu vollständig. Fortan stieg er komplett auf den Sprint um, in dem er 2018 wieder an den Start gehen konnte. Im Mai steigerte er sich auf eine Zeit von 10,08 s und nahm anschließend im August an den Europameisterschaften in Berlin teil. Mit einer Zeit von 10,28 s schied er als Vierter seines Halbfinallaufs aus. 2019 verbesserte er sich auf eine Zeit von 10,03 s und nahm in der Folge an den Weltmeisterschaften in Doha teil. Auch dort gelang ihm der Einzug in das Halbfinale, in dem er als Siebter seines Laufs ausschied. Zum Abschluss der WM startete er auch mit der 4-mal-100-Meter-Staffel. Wenngleich für sie auf Platz 10 liegend, nach dem Vorlauf ausschieden, stellte das Quartett in 38,11 s dennoch einen neuen Nationalrekord auf. Der vorige Rekord hatte seit 2010 bei 38,17 s gelegen. 2021 trat Jacobs im März bei den Halleneuropameisterschaften im polnischen Toruń im 60-Meter-Lauf an und zog in das Finale ein. Darin gelang es ihm, sich gegen die Konkurrenz durchzusetzen und in 6,47 s neben einem neuen Nationalrekord auch die Weltjahresbestleistung aufzustellen. Später Anfang Mai gewann Jacobs, zusammen mit seinen Teamkollegen, die Silbermedaille im 4-mal-100-Meter-Staffelwettbewerb bei den World Athletics Relays in Chorzów. Kurz darauf steigerte er seine Bestleistung und zugleich den Italienischen Rekord, den zuvor Filippo Tortu gehalten hatte, auf 9,95 s.

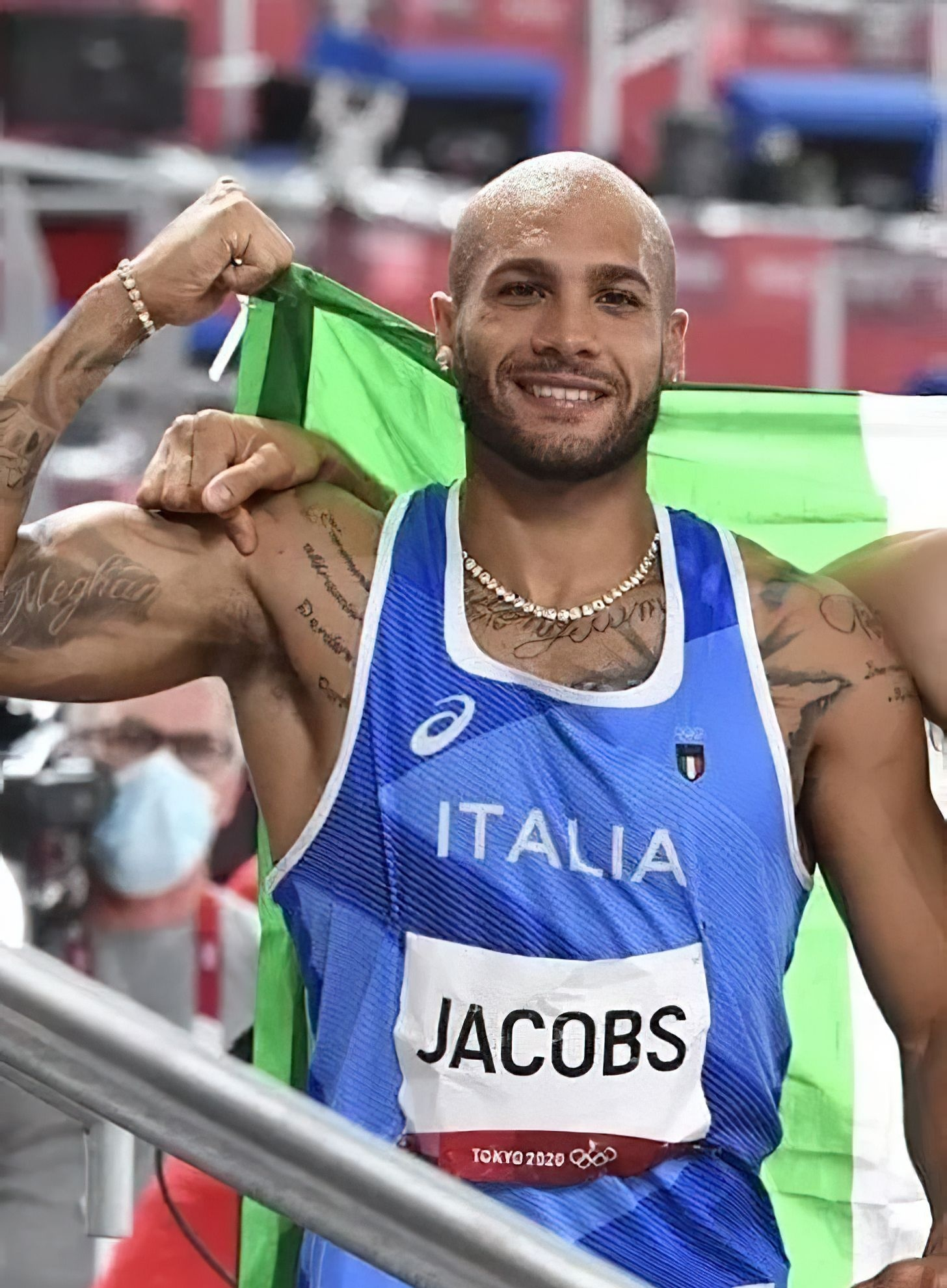
Jacobs nach seinem Olympiasieg in Tokio

Bei den Olympischen Spielen 2021 in Tokio lief er im Finale mit neuem europäischen Rekord von 9,80 s zu Olympiagold über die 100 Meter. Er ist der erste Europäer seit 1992, der diese Disziplin gewann. Wenige Tage nach seinem Triumph über 100 Meter war Jacobs auch Teil der Italienischen 4-mal-100-Meter-Staffel. Mit ihr erreichte er das Finale, in dem das Quartett in 37,50 einen neuen Nationalrekord lief und er damit seine zweite Goldmedaille bei den Spielen in Tokio gewann. Während der Schlussfeier war er der Fahnenträger seiner Nation. Im Frühjahr 2022 trat Jacobs bei den Hallenweltmeisterschaften in Belgrad an. Er zog jeweils als Erstplatzierter seines Vor- und seines Halbfinallaufs in das Finale ein. Darin setzte er sich mit neuem Europarekord in 6,41 s gegen den amtierenden Titelträger, Christian Coleman, aus den USA durch. Beide Athleten wurde im Ziel mit der Weltbestzeit von 6,41 s gemessen. Jacobs’ Vorsprung betrug schließlich lediglich drei tausendstel Sekunden. Im Sommer trat er als einer der Favoriten bei den Weltmeisterschaften in den USA an. Als Zweiter seines Vorlaufes konnte er zwar in das Halbfinale einziehen, dort konnte er anschließend allerdings wegen einer Hüftverletzung, die er bereits zu den Weltmeisterschaften mitbrachte, nicht an den Start gehen. Einen Monat später siegte Jacobs bei den Europameisterschaften in München mit einer Zeit von 9,95 s vor dem britischen Titelverteidiger Zharnel Hughes (9,99 s).
2023 trat Jacobs Anfang März bei den Halleneuropameisterschaften in Istanbul an. Nachdem Goldmedaillengewinn zwei Jahre zuvor, musste er sich im Finale, wie bereits bei den italienischen Hallenmeisterschaften, nur seinem Landsmann, Samuele Ceccarelli, geschlagen geben und gewann somit die Silbermedaille. Im August trat er im 100-Meter-Lauf bei den Weltmeisterschaften in Budapest an. Dort erreichte er das Halbfinale, in dem er mit 10,05 Saisonbestleistung lief. Die Zeit reichte nicht für den Finaleinzug. Dennoch erreichte er mit dem insgesamt zwölften Platz sein bislang bestes WM-Ergebnis. Ein paar Tage später gewann er mit der italienischen Sprintstaffel die Silbermedaille hinter den US-Amerikanern.
2024 wurde Jacobs bei den Europameisterschaften in Rom mit 10,02 s Europameister über die 100 Meter. Auch mit der Staffel konnte er die Goldmedaille gewinnen. Im August trat er in Paris bei den Olympischen Sommerspielen an und konnte als Titelverteidiger über 100 Meter erneut das Finale erreichen. In dem extrem engen Finalrennen belegte er in 9,85 s den fünften Platz. Auch mit der italienischen Sprintstaffel trat er kurz darauf als Titelverteidiger an. Das Quartett musste sich schließlich im Finale mit dem vierten Platz zufriedengeben.
Im Laufe seiner Karriere siegte Jacobs bislang insgesamt neun Mal bei Italienischen Meisterschaften der Erwachsenen, im Weitsprung 2016 und 2017 in der Freiluft, respektive in der Halle sowie über 100 Meter in den Jahren 2018 bis 2022 und zwei Mal im 60-Meter-Lauf (2021–2022).

## Wichtige Wettbewerbe
| Jahr                | Veranstaltung               | Ort                 | Platz               | Disziplin           | Zeit/Weite          |
| Startet für Italien | Startet für Italien         | Startet für Italien | Startet für Italien | Startet für Italien | Startet für Italien |
| ------------------- | --------------------------- | ------------------- | ------------------- | ------------------- | ------------------- |
| 2013                | U20-Europameisterschaften   | Rieti               | 9.                  | Weitsprung          | 7,20 m              |
| 2016                | Europameisterschaften       | Amsterdam           | 11.                 | Weitsprung          | 7,59 m              |
| 2017                | Halleneuropameisterschaften | Belgrad             | 11.                 | Weitsprung          | 7,70 m              |
| 2018                | Europameisterschaften       | Berlin              | 11.                 | 100 m               | 10,28 s             |
| 2019                | Weltmeisterschaften         | Doha                | 18.                 | 100 m               | 10,20 s             |
| 2019                | Weltmeisterschaften         | Doha                | 10.                 | 4 × 100 m           | 38,11 s             |
| 2021                | Halleneuropameisterschaften | Toruń               | 1.                  | 60 m                | 6,47 s              |
| 2021                | World Athletics Relays      | Chorzów             | 2.                  | 4 × 100 m           | 39,21 s             |
| 2021                | Olympische Spiele           | Tokio               | 1.                  | 100 m               | 9,80 s              |
| 2021                | Olympische Spiele           | Tokio               | 1.                  | 4 × 100 m           | 37,50 s             |
| 2022                | Hallenweltmeisterschaften   | Belgrad             | 1.                  | 60 m                | 6,41                |
| 2022                | Weltmeisterschaften         | Eugene              |                     | 100 m               | DNS (Halbfinale)    |
| 2022                | Europameisterschaften       | München             | 1.                  | 100 m               | 9,95                |
| 2023                | Halleneuropameisterschaften | Istanbul            | 2.                  | 60 m                | 6,50 s              |
| 2023                | Weltmeisterschaften         | Budapest            | 12.                 | 100 m               | 10,05 s             |
| 2023                | Weltmeisterschaften         | Budapest            | 2.                  | 4 × 100 m           | 37,62 s             |
| 2024                | Europameisterschaften       | Rom                 | 1.                  | 100 m               | 10,02 s             |
| 2024                | Europameisterschaften       | Rom                 | 1.                  | 4 × 100 m           | 37,82 s             |
| 2024                | Olympische Spiele           | Paris               | 5.                  | 100 m               | 9,85 s              |
| 2024                | Olympische Spiele           | Paris               | 4.                  | 4 × 100 m           | 37,68 s             |

## Persönliche Bestleistungen
Freiluft
- 100 m: 9,80 s, 1. August 2021, Tokio (Europarekord)
- 200 m: 20,61 s, 6. Mai 2018, Campi Bisenzio
- Weitsprung: 7,95 m, 4. Juni 2016, Tunis

Halle
- 60 m: 6,41 s, 19. März 2022, Belgrad (Europarekord)
- Weitsprung: 8,07 m, 4. Februar 2017, Ancona